# Lista över dinosauriers storlekar

De största dinosauriearterna ur varje enskild större grupp.

Storlek har varit en av de intressantaste aspekterna av dinosaurieforskningen för allmänheten. Dinosaurier visar en enorm variation i storlek, vissa var (och är än idag i form av fåglarna) mycket små, medan andra kunde nå enorma storlekar. 
Vetenskapsmän kommer troligtvis aldrig vara helt säkra på vilken den största eller minsta dinosaurien var på grund av en rad anledningar, bland annat att endast en liten marginal av djur fossiliseras, att mycket av det som fossiliseras troligen inte har hittats än och att mycket av det man hittar är inkomplett. Ofta måste skelett rekonstrueras baserat på nära släktingar, vilket inte är något fullständigt säkert. 
Denna artikel listar de största till de minsta dinosaurierna i respektive grupper sorterade efter längd och vikt. De stora marginalerna tas med för att visa den grad av osäkerhet som kan uppstå när man försöker beräkna storleken hos ett fossiliserat djur, i synnerhet med vikten då det är betydligt lättare att mäta upp längden från ett skelett än det är att gissa sig till vikten baserat på studier av muskulatur, skelett m.m.

## Theropoder
Moderna och utdöda fåglar inkluderas i theropoderna, men listas inte upp här trots att det egentligen vore mer korrekt, exempelvis är bikolibrin (Mellisuga helenae) den minsta kända theropoden någonsin med en längd på 5–6 centimeter och en vikt på 2 gram.

### De tyngsta theropoderna
1. Spinosaurus aegyptiacus: 7–10 ton[1][2]
2. Tyrannosaurus rex: 4.5–18.5 ton[3][4][5]
3. Carcharodontosaurus saharicus: 3–15.1 ton[6][7][8]
4. Bahariasaurus ingens: (jämförbar med Tyrannosaurus rex och Carcharodontosaurus saharicus)[9]
5. Carcharodontosaurus iguidensis: 4 ton[10]
6. Giganotosaurus carolinii: 6–13.8 ton[6][11][8]
7. Acrocanthosaurus atokensis: 3.5–7.3 ton[6][4][12]
8. Oxalaia quilombensis: 5–7 ton[13]
9. Tyrannotitan chubutensis: 4.9–7 ton[6]
10. Deinocheirus mirificus: 6.4 ton[14]

### De längsta theropoderna
1. Spinosaurus aegyptiacus: 12.6–18 m[15][16][17]
2. Giganotosaurus carolinii: 12.2–14 m[18]
3. Oxalaia quilombensis: 11–14 m[13][19]
4. Saurophaganax maximus: 10.5–14 m[20][15][19]
5. Carcharodontosaurus saharicus: 12–13.3 m[15]
6. Tyrannotitan chubutensis: 12.2–13 m[19]
7. Chilantaisaurus tashuikouensis: 11–13 m[19]
8. Bahariasaurus ingens: 11 m[9]
9. Carcharodontosaurus iguidensis: 10 m[21]
10. Allosaurus fragilis: 8.5–13 m[19][22]

### De lättaste theropoderna
1. Anchiornis huxleyi: 110–700 g[23][24]
2. Parvicursor remotus: 137–162 g[25][24]
3. Epidexipteryx hui: 164–391 g[24]
4. Compsognathus longipes: 0.26–9 kg[7][8]
5. Ceratonykus oculatus: 0.3 kg[26]
6. Juravenator starki: 0.34–0.41 kg[26][8]
7. Ligabueino andesi: 0.35–0.5 kg[27]
8. Microraptor zhaoianus: 0.4 kg[27]
9. Mei long: 0.4–0.85 kg[27]
10. Jinfengopteryx elegans: 0.4–1.5 kg[27]

### De kortaste theropoderna
1. Onamngiven (BEXHM: 2008.14.1): 16–50 cm[28][29]
2. Epidexipteryx hui: 25–30 cm[30]
3. Eosinopteryx brevipenna: 30 cm[31]
4. "Ornithomimus" minutus: 30 cm[19]
5. Palaeopteryx thompsoni: 30 cm[19]
6. Parvicursor remotus: 30–39 cm[25][19]
7. Nqwebasaurus thwazi: 30–100 cm[19]
8. Anchiornis huxleyi: 34–40 cm[23]
9. Microraptor zhaoianus: 42–120 cm[32][33]
10. Mei long: 45–70 cm[19]

## Sauropoder
Sauropodernas storlek är svår att uppskatta på grund av de fragmenterade fynden. Sauropoderna hittas oftast utan bevarade svansar, så felmarginalen för längderna är stor. Massan beräknas ibland med hjälp av kuben av längden, så där massan baseras på längdmått är felmarginalen ännu större. 
Dessa uppskattningar baserar sig primärt på undersökningar från Mike Taylor (2003) och Mickey Mortimer (2004). Uppskattningar där osäkerheten är speciellt stor har markerats med frågetecken.
Notera att stora sauropoder kan delas in i två kategorier – de kortare och mer satta formerna (mest titanosaurier) och de längre, smalare och lättare formerna (mestadels diplodocider).

### Längsta Sauropoder
Sauropoder över 20 meter inkluderande nacke och svans.
1. Supersaurus: 35 m
2. Seismosaurus: 32 m
3. Argentinosaurus: 22–30 m
4. Paralititan: 22–30 m
5. Andesaurus: 22–30 m
6. Sauroposeidon: 29 m (Den minsta är 18 m.)
7. Diplodocus: 25–27 m
8. Barosaurus: 24–27 m
9. Brachiosaurus: 25 m
10. Antarctosaurus: 19–23 m
11. Apatosaurus: 22 m
12. Haplocanthosaurus: 21,5 m
13. Argyrosaurus: 18–22 m

### Massivast Sauropoder
Genomsnittlig vikt över 20 ton.
1. Argentinosaurus: 66–105 t
2. Antarctosaurus: 69 t
3. Paralititan: 65–105 t
4. Sauroposeidon: 50–60 t
5. Brachiosaurus: 30–80 t
6. Argyrosaurus: 45–55 t
7. Supersaurus: 40–50 t
8. Seismosaurus: 35–45 t
9. Apatosaurus: 33–38 t
10. Diplodocus: 10–20 t
11. Barosaurus: 10–20 t
12. Andesaurus: 80–105 t

### Minsta Sauropoder
Sauropoder under 10 meter.
1. Anchisaurus: 2,4 m
2. Ohmdenosaurus: 4 m
3. Blikanasaurus: 5 m
4. Magyarosaurus: 5,3 m
5. Europasaurus: 6 m
6. Vulcanodon: 6,5 m
7. Isanosaurus: 7 m
8. Camelotia: 9 m
9. Antetonitrus: 8–10 m, 1,5–2 m vid höften
10. Shunosaurus: 10 m
11. Brachytrachelopan: 10 m
12. Amazonsaurus: 10 m

## Ceratopsia

### Längsta ceratopser
Storlek inklusive svans på alla ceratopser över 6 m (uppskattning DinoData ).
1. Triceratops: 9 m
2. Arrhinoceratops: 9 m
3. Einiosaurus: 7,6 m
4. Torosaurus: 7,5 m
5. Pentaceratops: 7,5 m
6. Pachyrhinosaurus: 6 m
7. Achelousaurus: 6 m
8. Centrosaurus: 6 m

### Tyngsta ceratopser
Ceratopser som väger mer än 6 ton.
1. Triceratops: 8–11 t
2. Torosaurus: 7–9 t
3. Pentaceratops: 7–9 t

### Minsta Ceratopser
Ceratopser under 3 meter.
1. Microceratops: 80 cm
2. Bagaceratops: 1 m
3. Avaceratops: 2 m
4. Leptoceratops: 2,4 m

## Thyreophora

### Största Thyreophora
1. Ankylosaurus: 7,5–10,7 m
2. Edmontonia: 7 m
3. Panoplosaurus: 5,5–7 m
4. Euoplocephalus: 6 m

### Minsta Thyreophora
1. Liaoningosaurus: 34 cm
2. Scutellosaurus: 1,5 m
3. Struthiosaurus: 2–2,5 m

## Pachycephalosaurier

### Största Pachycephalosaurier
Pachycephalosaurier över 2 meter.
1. Pachycephalosaurus: 5,3 m
2. Dracorex: 2–3,5 m
3. Stygimoloch: 2–3 m
4. Homalocephale: 1,9–3 m
5. Prenocephale: 2–2,4 m
6. Stegoceras: 1,4–2 m

#### Minsta Pachycephalosaurier
Pachycephalosaurier under 1,3 meter.
1. Micropachycephalosaurus: 60 cm
2. Wannanosaurus: 60 cm
3. Yaverlandia: 1 m